# Węzeł (film 2006)
Węzeł (chiń. upr. 云水谣; chiń. trad. 雲水謠; pinyin Yún shǔi yáo) – chińsko–tajwański melodramat wojenny w reżyserii Yin Li, którego premiera odbyła się 26 listopada 2006 roku. Zdjęcia kręcono m.in. w Pekinie, Fujian i Tybecie oraz na Tajwanie.
Film oraz jego obsada była nominowana do trzech nagród w jedenastu kategoriach oraz zdobyła dziewięć nagród w osiemnastu kategoriach.

## Obsada
- Chen Kun – Chen Xiushui
- Vivian Hsu – Wang Biyun
- Li Bingbing – Wang Jindi
- Isabella Leong – Wang Xiaorui
- Chin Han – doktor Wang
- Kuei Ya-lei – Wang Biyun w starości
- Yang Kuei-mei – Xu Fengniang
- Steven Cheung
- Athena Chu[3]